# Toldanos
Toldanos es una localidad española, perteneciente al municipio de Villaturiel, en la provincia de León y la comarca de La Sobarriba, en la comunidad autónoma de Castilla y León. Situada a pocos kilómetros de la capital leonesa, su arquitectura tradicional es de adobe aunque fuertemente influenciada por su proximidad a la ciudad.

## Geografía

### Ubicación
| Noroeste: Arcahueja         | Norte: Sanfelismo | Noreste: Villacete      |
| Oeste: Valdesogo de Arriba  |                   | Este: Puente Villarente |
| Suroeste Valdesogo de Abajo | Sur: Villaturiel  | Sureste: Marne          |

## Historia

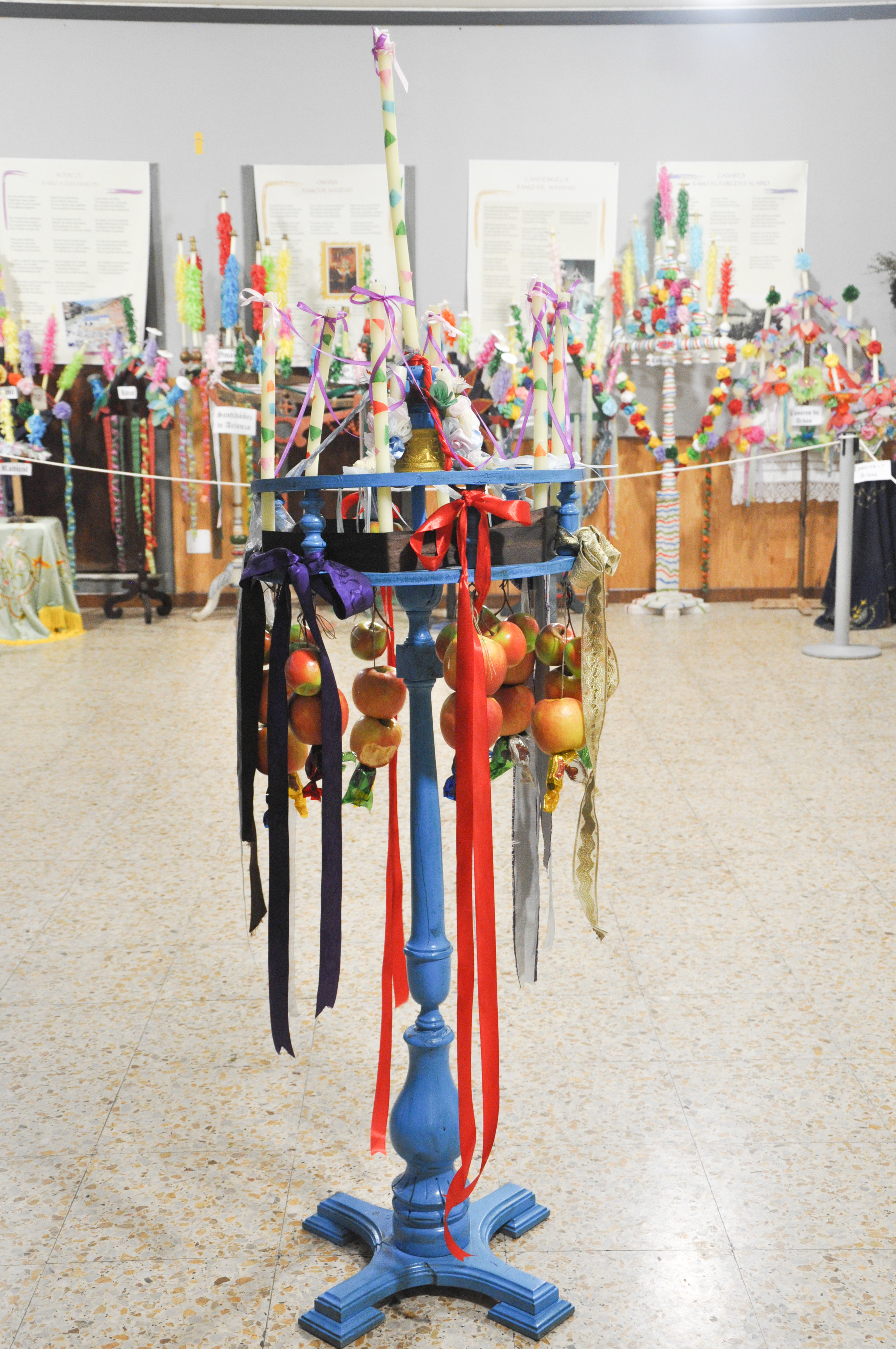
Ramo de Toldanos

El pueblo recibe el nombre de un asentamiento de judíos expulsados de Toledo en el s XV, pero si profundizamos en el terreno podremos encontrar restos de un antiguo asentamiento de la Legio VII Gemina, y restos aun anteriores que se suponen son de la Legio VI.
Durante los siglos xi, xii y xiii fue un paso importante del Camino de Santiago, debido a su importante auge comercial, quedando constancia de ello en el mapa grabado en la piedra de uno de los laterales de la Catedral de Santo Domingo de la calzada.
Perteneció a la antigua Hermandad de La Sobarriba.
Recientemente se recuperó el antiguo canto al ramo, perdido en la década de los 40, ofrecido en Navidad a la Virgen.

En este portal estamos
todas juntas las doncellas
antes de llegar aquí
ya traemos la licencia.

Del señor cura el primero
que es el que manda en la iglesia
de la señora justicia
que en este pueblo representa.

En este campo, señores,
hay una iglesia fundada
los cimientos son de piedra
los altares de oro y plata...

Fragmento del canto al ramo de Toldanos.

## Demografía
Evolución de la población
| Gráfica de evolución demográfica de Toldanos entre 2000 y 2014     |
|                                                                    |
| Población de derecho (2000-2014) según el padrón municipal del INE |